# Lucius Aurelius Cotta (consul in 65 v.Chr.)
Lucius Aurelius Cotta was een politicus van de late Romeinse Republiek.
De broer van Gaius en Marcus Aurelius Cotta, consuls van 75 en 74 v.Chr., werd in 70 v.Chr. praetor. In dit ambt zorgde hij met zijn lex Aurelia iudiciaria, gesteund door de tribunus plebis Marcus Lollius Palicanus, voor een hervorming van de jury-rechtbanken.
In 66 v.Chr. klaagde hij samen met Lucius Manlius Torquatus met succes de consules designati (aangeduide consuls) voor het volgende jaar wegens verkiezingsfraude en werd daarop zelf consul voor het jaar 65 v.Chr. Reeds het jaar daarop werd hij censor, maar moest na een conflict met de tribunes plebis het ambt vroegtijdig opgeven.
Cotta leefde nog in 44 v.Chr., toen hij als een Quindecimvir sacris faciundis, naar verluidt voor de Parthische Oorlog, de uitroeping van Caesar tot koning, wenste te bekomen.